# Dorysthenes dentipes
Dorysthenes dentipes är en skalbaggsart som först beskrevs av Leon Fairmaire 1902.  Dorysthenes dentipes ingår i släktet Dorysthenes och familjen långhorningar.
Artens utbredningsområde är Laos. Inga underarter finns listade i Catalogue of Life.